# 威廉·萨洛扬
威廉·萨洛扬（英語：William Saroyan，1908年8月31日—1981年5月18日））亚美尼亚裔美国小说家、剧作家和短篇故事作家，1940年获普利策戏剧奖，1943年凭借电影《人间喜剧》获得奥斯卡最佳故事奖。